# شماره ۱۰ (روتکو)
شماره ۱۰ نام یک نقاشی اثر هنرمند اکسپرسیونیست انتزاعی، مارک روتکو است. این اثر در سال ۱۹۵۸ خلق شده‌است.
شماره ۱۰ مانند سایر آثار روتکو در این دوره، شامل فضای وسیعی از رنگ است که توسط سایه‌های ناهموار و مبهم مشخص شده‌است.

## فروش
این نقاشی در کریستیز به مبلغ ۸۲ میلیون دلار توسط یک خریدار ناشناس خریداری شد.